# Trentepohlia (Paramongoma) lucrifera
Trentepohlia (Paramongoma) lucrifera is een tweevleugelige uit de familie steltmuggen (Limoniidae). De soort komt voor in het Australaziatisch gebied.